# طواف إقليم الباسك 2014
طواف إقليم الباسك 2014 هو سباق دراجات هوائية أقيم في إقليم الباسك في إسبانيا بتاريخ 7–12 أبريل 2014، تكون السباق من 6 مراحل وامتدّ لمسافة 840.8 كم بسرعة 39.7 كم/س، استغرق السباق 21 ساعة 09 دقيقة 11 ثانية. فاز به الإسباني ألبيرتو كونتادور.

## الترتيب
| م                     | الدرّاج           | البلد   | الزمن                     |
| --------------------- | ---------------- | ------- | ------------------------- |
| الفائز بالترتيب العام | ألبيرتو كونتادور | إسبانيا | 21 ساعة 09 دقيقة 11 ثانية |